# Mortjärnarna (Hede socken, Härjedalen, 692563-136245)
Mortjärnarna är en sjö i Härjedalens kommun i Härjedalen och ingår i Ljusnans huvudavrinningsområde.